# Paraxerus vincenti
Paraxerus vincenti — вид гризунів родини Sciuridae, названий на честь Джека Вінсента. Він є ендеміком Мозамбіку. Його природним середовищем існування є субтропічні або тропічні вологі гірські ліси, і йому загрожує втрата середовища існування.

## Характеристики
Це вивірка середнього чи великого розміру, довжина самиць якої становить 208 мм, а довжина хвоста — 213,5  мм. Самці досягають довжини тіла 214,7 мм, а довжина хвоста — 206 мм. Хутро на спині, кінцівках та верхівках лап сірувато-чорне. Хутро на животі, морді та області очей насиченого червонувато-коричневого кольору. Верхівка та щоки темно-коричневі. Довгий хвіст чорнувато-коричневий з червонувато-коричневим кінчиком.

## Спосіб життя
Через два десятиліття громадянської війни в Мозамбіку експедицій до цього регіону було проведено мало, тому її спосіб життя досі не вивчений.